# 宮崎県立日向高等学校
宮崎県立日向高等学校（みやざきけんりつひゅうがこうとうがっこう）は、宮崎県日向市財光寺に所在する公立の高等学校。日向入郷地区唯一の普通科高校であり、通学区域は非常に広域にわたる。

## 設置学科
- 全日制普通科
- フロンティア科（平成23年度新設）

## 沿革

### 年表
- 1973年（昭和48年）3月21日 - 日向地区に普通科高等学校の設置を宮崎県議会において議決する。
- 1974年（昭和49年）5月7日 - 日向市議会全員協議会で翌年4月開校の県立新設高校用地問題を協議し、予定の塩見権現原の用地確保が困難なため、近くの市有地（財光寺比良地区）を振り替える事を了承する。
  - 8月21日 - 日向市の臨時市議会が用地として市有地を宮崎県土地開発公社に売却することを可決する。
  - 11月22日 - 昭和50年度募集定員を普通科450名と発表される。
- 1975年（昭和50年）3月25日 - 第一期工事が竣工する。（普通教室棟、倉庫）
  - 4月1日 - 宮崎県立富島高等学校から普通課程が分離し宮崎県立日向高等学校が開校する。
  - 10月10日 - 第二期工事が竣工する。（体育館ほか）
- 1976年（昭和51年）3月25日 - 普通教室10教室、格技室、昇降口、渡り廊下が竣工する。
  - 11月25日 - プール及び更衣室が竣工する。
  - 12月23日 - 普通教室棟第二期工事が竣工する。
- 1977年（昭和52年）3月22日 - 管理棟第一期工事が竣工する。
- 1978年（昭和53年）3月31日 - 管理棟第二期工事が竣工し、校門及び庭園の一部が完成する。
  - 11月22日 - 弓道場が完成する。
- 1989年（平成元年）4月1日 - 定員11学級、517名となる。
  - 8月12日 - 甲子園に出場する。大会4日目第二試合で東農大二高等学校と対戦するも敗退する。
- 1992年（平成4年）4月1日 - 高等学校教育課程文部省研究指定校となる。（2か年）
- 1996年（平成8年）4月1日 - 定員10学級、400名となる。
  - 4月1日 - 文部省地域指定エイズ教育（性教育）推進地域事業協力校となる。（3か年）
- 1999年（平成11年）3月3日 - 部活支援施設（ミーティングルーム）が竣工する。
- 2000年（平成12年）4月1日 - 文部省指定中高一貫教育研究推進校となる。（2か年）
- 2006年（平成18年）4月1日 - 外国語科が新設される。（2011年度より募集停止）
- 2011年（平成23年）4月1日 - フロンティア科が新設される。

## 主な部活動
- ソフトボール部 - 1996年に開催された「ひろしま国体」に監督を含む5名が宮崎県代表として参加。
少年男子の部にて「日本一」となる（当時の監督：平本修（体育教師）、主将：林田大紀(1997年卒)）。
- ラグビー部 - 2008年の第88回全国高校ラグビー大会に出場。

## 著名な卒業生
- 児玉隆 - NHKアナウンサー
- 星野雅江 - 元NHKアナウンサー
- 織田淳哉 - 元読売ジャイアンツ投手、捕手
- 青木宣親 - 東京ヤクルトスワローズ、元MLB外野手
- 溝口裕哉 - ラグビーユニオン選手
- 内藤隆嗣 ‐映画監督
- 内山浩文 - ラグビーユニオン指導者
- 尾池亨允 - ラグビーユニオン選手
- 児玉大輔 - ラグビーユニオン選手
- 志和池豊馬 - ラグビーユニオン選手
- 吉岡大貴 - ラグビーユニオン選手

## アクセス
- JR日豊本線財光寺駅より徒歩23分。
- JR日豊本線日向市駅より徒歩28分。
- ぷらっとバス 西1コース「日向高校」下車。